# برانسکومب
برانسکومب (به انگلیسی: Branscombe) یک روستا و محله مدنی در بریتانیا است که در East Devon واقع شده‌است. برانسکومب ۵۰۷ نفر جمعیت دارد.